# Finestra d'Overton

Diagrama de la Finestra d'Overton

La finestra d'Overton, o també finestra de discurs, és el rang, dins d'una gamma d'idees, que directors, polemistes i tertulians als mitjans de comunicació consideren aptes o acceptables per al seu públic. Aquesta teoria es considera descrita per primera vegada per Joseph Overton, un antic vicepresident del Mackinac Center for Public Policy, per a qui la viabilitat política d'una proposta o idea depèn en gran part del fet que aquesta estigui dins d'aquesta finestra o rang, més que de les preferències individuals dels polítics.
Per a Overton, els graus d'acceptació per part de l'anomenada "opinió pública" d'una població donada són impensable, radical, acceptable, assenyada, popular i política. Així, per a fer viable una idea, sempre segons ell, l'estratègia hauria de ser primer de tot situar-la dins de la finestra, si no hi era, per a després anar-la desplaçant des de l'inacceptable a popular i política. La finestra es pot desplaçar, escurçar i allargar.
Després d'ell, altres autors han desenvolupat més aquesta teoria, especialment buscant estratègies per a incloure dins de la finestra idees que majoritàriament n'estan excloses, dites "en la franja externa", és a dir, considerades inacceptables i marginals. Una de les tècniques més aplicades és la de promoure expressament idees molt inacceptables, de manera que per "equidistància" o comparació la finestra s'hi acosta, esdevenint acceptables o fins i tot populars idees que mai abans s'haurien plantejat com a acceptables.

## Altres mecanismes
La finestra de discurs d'Overton explica com relatar un enquadrament, com el fotogràfic, de la realitat que fixi els límits del que els altres poden entendre en cada instant de temps com a raonable. Aquesta estratègia de manipulació i persuasió de l'opinió pública té similituds amb la de la "porta al nas" (començar per una proposta molt inconvenient, perquè després una altra inconvenient o injusta, per comparació, sembli interessant o justa), que és en certa manera l'oposada a la del "peu a la porta" (començar per una proposta molt fàcil d'acceptar, com per exemple demanar l'hora, per a després demanar alguna cosa més difícil, però havent deixat l'altra persona en actitud positiva i oberta).

## Influència a la cultura
En 2010 un tertulià conservador i el cronista Glenn Beck van publicar una novel·la amb el títol La finestra Overton, basant-se en aquest concepte.